# Brańszczyk (plaats)
Brańszczyk is een dorp in het Poolse woiwodschap Mazovië, in het district Wyszkowski. De plaats maakt deel uit van de gemeente Brańszczyk en telt 1000 inwoners.